# سرگئی داوژینکو
سرگئی ایوانوویچ داوژینکو (زاده ۳۰ ژوئن ۱۹۷۲) قاتل زنجیره‌ای اوکراینی، عامل سابق پلیس ماریوپل است. او به ارتکاب ۱۹ قتل در فاصلهٔ نوامبر ۱۹۹۸ تا مه ۲۰۰۲ در شهر زادگاهش اعتراف کرد. در میان قربانیان او یک دختر ۱۲ ساله، چهار کارمند وزارت امور داخلی اوکراین و یک شهروند یوگسلاوی وجود دارد.